# Lijst van voetbalinterlands Jemen - Koeweit
Deze lijst van voetbalinterlands is een overzicht van alle officiële voetbalwedstrijden tussen de nationale teams van (Noord-)Jemen en Koeweit. De landen speelden tot op heden twaalf keer tegen elkaar. De eerste ontmoeting, een kwalificatiewedstrijd voor het Wereldkampioenschap voetbal 1986, werd gespeeld in Koeweit op 5 april 1985. Het laatste duel, een vriendschappelijke wedstrijd, vond plaats op 9 december 2024 in Doha (Qatar).

## Wedstrijden
| №  | Plaats      | Datum             | Competitie                 | Wedstrijd             | Uitslag |
| -- | ----------- | ----------------- | -------------------------- | --------------------- | ------- |
| 1  | Koeweit     | 5 april 1985      | WK 1986 kwalificatie       | Koeweit − Noord-Jemen | 5 − 0   |
| 2  | Sanaa       | 26 april 1985     | WK 1986 kwalificatie       | Noord-Jemen − Koeweit | 1 − 3   |
| 3  | Beijing     | 25 september 1990 | Aziatische Spelen 1990     | Jemen − Koeweit       | 0 − 0   |
| 4  | Koeweit     | 16 februari 2000  | Azië Cup 2000 kwalificatie | Koeweit − Jemen       | 2 − 0   |
| 5  | Koeweit     | 1 januari 2004    | Golf Cup of Nations 2003   | Koeweit − Jemen       | 4 − 0   |
| 6  | Doha        | 17 december 2004  | Golf Cup of Nations 2004   | Koeweit − Jemen       | 3 − 0   |
| 7  | Abu Dhabi   | 17 januari 2007   | Golf Cup of Nations 2007   | Koeweit − Jemen       | 1 − 1   |
| 8  | Amman       | 1 oktober 2010    | Vriendschappelijk          | Koeweit − Jemen       | 1 − 1   |
| 9  | Zinjibar    | 28 november 2010  | Golf Cup of Nations 2010   | Jemen − Koeweit       | 0 − 3   |
| 10 | Madinat Isa | 6 januari 2013    | Golf Cup of Nations 2013   | Koeweit − Jemen       | 2 − 0   |
| 11 | Abu Dhabi   | 4 november 2014   | Vriendschappelijk          | Koeweit − Jemen       | 1 − 1   |
| 12 | Doha        | 9 december 2024   | Vriendschappelijk          | Jemen − Koeweit       | 1 − 1   |

## Samenvatting
| Competitie            | Totaal gespeeld | Winst Jemen | Gelijk | Winst Koeweit | Doelsaldo Jemen – Koeweit |
| --------------------- | --------------- | ----------- | ------ | ------------- | ------------------------- |
| WK-kwalificatie       | 2               | 0           | 0      | 2             | 1 − 8                     |
| Azië Cup-kwalificatie | 1               | 0           | 0      | 1             | 0 − 2                     |
| Aziatische Spelen     | 1               | 0           | 1      | 0             | 0 − 0                     |
| Golf Cup of Nations   | 5               | 0           | 1      | 4             | 1 − 13                    |
| Vriendschappelijk     | 3               | 0           | 3      | 0             | 3 − 3                     |
| Totaal                | 12              | 0           | 5      | 7             | 5 − 26                    |

YFA · A-internationals
1984 – 1989 · 
1990 – 1999 · 
2000 – 2009 · 
2010 – 2019 ·
2020 − 2029
Bahrein ·
Bangladesh ·
Bhutan ·
Brunei ·
Cambodja ·
China ·
Comoren ·
Djibouti ·
Egypte ·
Eritrea ·
Ethiopië ·
Filipijnen ·
Finland ·
Hongkong ·
India ·
Indonesië ·
Irak ·
Iran ·
Japan ·
Jordanië ·
Kenia ·
Kirgizië ·
Koeweit ·
Libanon ·
Libië ·
Malawi ·
Malediven ·
Maleisië ·
Marokko ·
Mauritanië ·
Mongolië ·
Nepal ·
Noord-Korea ·
Oeganda ·
Oezbekistan ·
Oman ·
Pakistan ·
Palestina ·
Qatar ·
Saoedi-Arabië ·
Singapore ·
Soedan ·
Sri Lanka ·
Syrië ·
Tadzjikistan ·
Tanzania ·
Thailand ·
Tsjaad ·
Turkmenistan ·
Verenigde Arabische Emiraten ·
Vietnam ·
Zambia ·
Zuid-Korea
KFA · A-internationals · Bondscoaches · Statistieken · Koeweits vrouwenelftal · Koeweit U21 · Koeweit U20 · Koeweit U19 · Koeweit U18 · Koeweit U17
1960 – 1969 · 
1970 – 1979 · 
1980 – 1989 · 
1990 – 1999 · 
2000 – 2009 · 
2010 – 2019 ·
2020 − 2029
WK 1982
OS 1980 ·
OS 1992 ·
OS 2000
1961 · 
1962 · 
1963 · 
1964 · 
1965 · 
1966 · 
1967 · 
1968 · 
1969 · 
1970 · 
1971 · 
1972 · 
1973 · 
1974 · 
1975 · 
1976 · 
1977 · 
1978 · 
1979 · 
1980 · 
1981 · 
1982 · 
1983 · 
1984 · 
1985 · 
1986 · 
1987 · 
1988 · 
1989 · 
1990 · 
1991 · 
1992 · 
1993 · 
1994 · 
1995 · 
1996 · 
1997 · 
1998 · 
1999 · 
2000 · 
2001 · 
2002 · 
2003 · 
2004 · 
2005 · 
2006 · 
2007 · 
2008 · 
2009 · 
2010 · 
2011 · 
2012 · 
2013 ·
2014 ·
2015 ·
2016 ·
2017 ·
2018 ·
2019 ·
2020 ·
2021 ·
2022
Afghanistan ·
Algerije ·
Armenië ·
Australië ·
Azerbeidzjan ·
Bahrein ·
Bangladesh ·
Bhutan ·
Bosnië en Herzegovina ·
Bulgarije ·
Cambodja ·
China ·
Colombia · 
Cyprus ·
DDR ·
Duitsland ·
Ecuador ·
Egypte ·
Engeland ·
Filipijnen ·
Finland ·
Frankrijk ·
Hongarije · 
Hongkong ·
IJsland ·
India ·
Indonesië ·
Irak ·
Iran ·
Ivoorkust ·
Japan ·
Jemen ·
Jordanië ·
Kameroen ·
Kazachstan ·
Kenia ·
Kirgizië ·
Laos ·
Letland ·
Libanon ·
Libië ·
Litouwen ·
Macau ·
Maleisië ·
Mali ·
Malta ·
Marokko ·
Mongolië ·
Myanmar ·
Nepal ·
Nieuw-Zeeland ·
Noord-Korea ·
Noorwegen ·
Oeganda ·
Oezbekistan ·
Oman ·
Pakistan ·
Palestina ·
Polen ·
Portugal ·
Qatar ·
Saoedi-Arabië ·
Singapore ·
Slowakije ·
Soedan ·
Sovjet-Unie ·
Syrië ·
Tadzjikistan ·
Taiwan ·
Thailand ·
Trinidad en Tobago ·
Tsjechië ·
Tsjecho-Slowakije ·
Tunesië ·
Turkmenistan ·
Verenigde Arabische Emiraten ·
Verenigde Staten ·
Vietnam ·
Wales ·
Zambia ·
Zimbabwe ·
Zuid-Korea ·
Zuid-Vietnam
Engeland (1982) · 
Frankrijk (1982) · 
Tsjecho-Slowakije (1982)